# هذیان (فیلم ۱۹۹۸)
«هذیان» (کرواتی: Zavaravanje) یک فیلم به کارگردانی Željko Senečić است که در سال ۱۹۹۸ منتشر شد.